# Stilpon delamarei
Stilpon delamarei is een vliegensoort uit de familie van de Hybotidae. De wetenschappelijke naam van de soort is voor het eerst geldig gepubliceerd in 1950 door Seguy.